# Nikolai Anikin
Nikolai Anikin   (Ixim, 25 de gener de 1932 - Duluth, 14 de novembre de 2009) fou un esquiador de fons rus que va competir sota bandera de la Unió Soviètica durant la dècada de 1950.
El 1956 va prendre part en els Jocs Olímpics d'Hivern de Cortina d'Ampezzo, on disputà dues proves del programa d'esquí de fons. Fent equip amb Fiódor Teréntiev, Pàvel Koltxin i Vladímir Kuzin guanyà la medalla d'or en la prova del 4x10 quilòmetres, mentre en els 15 quilòmetres fou cinquè. Quatre anys més tard, als Jocs de Squaw Valley, disputà quatre proves del programa d'esquí de fons. Guanyà la medalla de bronze en les proves de 4x10 quilòmetres i dels 30 quilòmetres, mentre en els 15 quilòmetres fou desè i en els 50 quilòmetres tretzè.
En el seu palmarès també destaca una medalla de plata al Campionat del Món d'esquí nòrdic de 1954, així com un campionat nacional.
Una vegada retirat va exercir d'entrenador als equips nacionals soviètics juvenil i sènior on s'hi va estar 27 anys. El 1990 es traslladà als Estats Units per entrenar l'equip nacional.